# Saison WNBA 2019
Navigation
Saison 2018 Saison 2020
La saison WNBA 2019 est la 23e saison de la Women's National Basketball Association (WNBA). Le Storm de Seattle est le champion en titre. La saison régulière a commencé le 24 mai, avec le Dream d'Atlanta accueillant les Wings de Dallas et le Liberty de New York accueillant le Fever de l'Indiana. La saison s'est terminée avec les Mystics de Washington obtenant leur premier titre WNBA contre le Sun du Connecticut trois matchs contre deux, dans une finale très disputée. Emma Meesseman a été nommée MVP de la finale et sa coéquipière Elena Delle Donne a été nommée MVP de la saison régulière .

## Contexte

### Changements de format
Le conseil des gouverneurs de la WNBA a approuvé deux changements de règles lors de sa réunion du 15 novembre 2018 qui entreraient en vigueur au cours de la saison 2019.
- La règle "Clear Path Foul Rule" a été simplifiée pour établir des normes de "ligne lumineuse" reflétée sur le positionnement d'un joueur.
- La définition d'un "acte hostile" a été élargie à des fins de relecture instantanée.

### Retraite
Lindsay Whalen a annoncé le 13 août 2018 qu'elle prendrait sa retraite à la fin de lasaison 2018. Whalen a joué 15 saisons avec le Sun du Connecticut et le Lynx du Minnesota, remportant quatre titres avec ce dernier. Elle a pris sa retraite en tant que leader de tous les temps de la WNBA pour les matchs remportés, avec 322.
Noelle Quinn a annoncé qu'elle prendrait sa retraite le 21 février. Elle a rejoint le Storm de Seattle en tant qu'entraîneur adjointe.
Monique Currie a annoncé sa retraite via Instagram le 26 février. Currie a pris sa retraite pour entamer une nouvelle carrière chez Nike.
Cappie Pondexter a annoncé sa retraite via Instagram le 17 avril. Pondexter était la MVP des finales WNBA 2007 et une double championne WNBA.

### Draft
Les Las Vegas Aces ont eu le premier choix lors du repêchage de la WNBA 2019 le 10 avril, marquant le troisième repêchage consécutif dans lequel la franchise a remporté la loterie pour le premier choix. Avec le premier choix, les As ont sélectionné Jackie Young de Notre-Dame. La draft a été télévisée à l'échelle nationale sur les chaine ESPN (tour 1 sur ESPN2, tour 2 et 3 sur ESPNU).

#### Loterie pick
| Choix | Nom                 | Position | Nationalité | Équipe              | Provenance        |
| ----- | ------------------- | -------- | ----------- | ------------------- | ----------------- |
| 1     | Jackie Young        | Arrière  | États-Unis  | Aces de Las Vegas   | Notre Dame        |
| 2     | Asia Durr           | Arrière  | États-Unis  | Liberty de New York | Louisville        |
| 3     | Teaira McCowan      | Pivot    | États-Unis  | Fever de l'Indiana  | Mississippi State |
| 4     | Katie Lou Samuelson | Ailière  | États-Unis  | Sky de Chicago      | Connecticut       |

### Période d'agents libres
La période d'agents libres a commencé le 15 janvier 2019 et les équipes ont pu signer officiellement les joueuses à partir du 1er février.

### Changements d’entraîneur
| Avant-saison          | Avant-saison                      | Avant-saison      | Avant-saison |
| Équipe                | Ancien entraîneur                 | Nouvel entraîneur | Référence    |
| --------------------- | --------------------------------- | ----------------- | ------------ |
| Sky de Chicago        | Amber Stocks                      | James Wade        | ,            |
| Wings de Dallas       | Taj McWilliams-Franklin (interim) | Brian Agler       | [ 11 ]       |
| Sparks de Los Angeles | Brian Agler                       | Derek Fisher      | ,            |
| En cours de saison    |                                   |                   |              |
| Fever de l'Indiana    | Pokey Chatman                     | Pokey Chatman     | [ 14 ]       |
| Liberty de New York   | Katie Smith                       | Katie Smith       | [ 15 ]       |

### Administration
Après l'embauche fin 2018 de Lisa Borders par l'organisation féministe Time's up, la WNBA est dirigée par intérim par Mark Tatum. Le 17 juin, Cathy Engelbert devenue la première commissaire de la WNBA (les principales administraturs précédemment avaient été intitulées « président »). Elle avait aupuravan occupé le poste de PDG du cabinet américain membre du cabinet international de services professionnels Deloitte.

## Déroulement de la saison

### Saison régulière
| Classement | Classement                | Classement | Classement | Classement | Classement | Classement | Classement |
| No         | Franchise                 | Vic.       | Def.       | MJ         | V/D        | GB         |            |
| ---------- | ------------------------- | ---------- | ---------- | ---------- | ---------- | ---------- | ---------- |
| 1          | x - Mystics de Washington | 26         | 8          | 34         | .765       | -          |            |
| 2          | x - Sun du Connecticut    | 23         | 11         | 34         | .676       | 3          |            |
| 3          | x - Sparks de Los Angeles | 22         | 12         | 34         | .647       | 4          |            |
| 4          | x - Aces de Las Vegas     | 21         | 13         | 34         | .618       | 5          |            |
| 5          | x - Sky de Chicago        | 20         | 14         | 34         | .588       | 6          |            |
| 6          | x - Storm de Seattle      | 18         | 16         | 34         | .529       | 8          |            |
| 7          | x - Lynx du Minnesota     | 18         | 16         | 34         | .529       | 8          |            |
| 8          | x - Mercury de Phoenix    | 15         | 19         | 34         | .441       | 11         |            |
|            |                           |            |            |            |            |            |            |
| 9          | o - Fever de l'Indiana    | 13         | 21         | 34         | .382       | 13         |            |
| 10         | o - Wings de Dallas       | 10         | 24         | 34         | .294       | 16         |            |
| 11         | o - Liberty de New York   | 10         | 24         | 34         | .294       | 16         |            |
| 12         | o - Dream d'Atlanta       | 8          | 26         | 34         | .235       | 18         |            |

Notes
- x – Qualifié pour les playoffs
- o – Eliminé de la course aux playoffs

Depuis la saison 2016, le classement final est ordonné sans distinction de conférence.

### Playoffs
|  | 1er tour                | 1er tour             |                         |    | 2e tour | 2e tour |  |  | Demi-finales | Demi-finales |  |  | Finale | Finale |
|  |                         |                      |                         |    |         |         |  |  |              |              |  |  |        |        |
|  |                         |                      |                         |    |         |         |  |  |              |              |  |  |        |        |
|  |                         |                      |                         |    |         |         |  |  |              |              |  |  |        |        |
|  |                         |                      |                         |    |         |         |  |  |              |              |  |  |        |        |
|  |                         |                      |                         |    |         |         |  |  |              |              |  |  |        |        |
|  |                         |                      |                         |    |         |         |  |  |              |              |  |  |        |        |
|  |                         |                      |                         |    |         |         |  |  |              |              |  |  |        |        |
|  |                         |                      |                         |    |         |         |  |  |              |              |  |  |        |        |
|  |                         |                      |                         |    |         |         |  |  |              |              |  |  |        |        |
|  |                         |                      |                         |    |         |         |  |  |              |              |  |  |        |        |
|  |                         |                      |                         |    |         |         |  |  |              |              |  |  |        |        |
|  |                         |                      |                         |    |         |         |  |  |              |              |  |  |        |        |
|  | 1 Mystics de Washington | 3                    |                         |    |         |         |  |  |              |              |  |  |        |        |
|  | 1 Mystics de Washington | 3                    |                         |    |         |         |  |  |              |              |  |  |        |        |
|  |                         |                      | 4 Aces de Las Vegas     | 1  |         |         |  |  |              |              |  |  |        |        |
|  |                         |                      | 4 Aces de Las Vegas     | 1  |         |         |  |  |              |              |  |  |        |        |
|  |                         |                      |                         |    |         |         |  |  |              |              |  |  |        |        |
|  |                         |                      |                         |    |         |         |  |  |              |              |  |  |        |        |
|  | 4 Aces de Las Vegas     | 93                   |                         |    |         |         |  |  |              |              |  |  |        |        |
|  | 4 Aces de Las Vegas     | 93                   |                         |    |         |         |  |  |              |              |  |  |        |        |
|  |                         |                      | 5 Sky de Chicago        | 92 |         |         |  |  |              |              |  |  |        |        |
|  | 5 Sky de Chicago        | 105                  | 5 Sky de Chicago        | 92 |         |         |  |  |              |              |  |  |        |        |
|  | 5 Sky de Chicago        | 105                  |                         |    |         |         |  |  |              |              |  |  |        |        |
|  | 8 Mercury de Phoenix    | 76                   |                         |    |         |         |  |  |              |              |  |  |        |        |
|  | 8 Mercury de Phoenix    | 76                   | 1 Mystics de Washington | 3  |         |         |  |  |              |              |  |  |        |        |
|  |                         |                      | 1 Mystics de Washington | 3  |         |         |  |  |              |              |  |  |        |        |
|  |                         | 2 Sun du Connecticut | 2                       |    |         |         |  |  |              |              |  |  |        |        |
|  | 6 Storm de Seattle      | 2 Sun du Connecticut | 2                       | 84 |         |         |  |  |              |              |  |  |        |        |
|  | 6 Storm de Seattle      |                      |                         | 84 |         |         |  |  |              |              |  |  |        |        |
|  | 7 Lynx du Minnesota     | 74                   |                         |    |         |         |  |  |              |              |  |  |        |        |
|  | 7 Lynx du Minnesota     | 74                   | 3 Sparks de Los Angeles | 92 |         |         |  |  |              |              |  |  |        |        |
|  |                         |                      | 3 Sparks de Los Angeles | 92 |         |         |  |  |              |              |  |  |        |        |
|  |                         |                      | 6 Storm de Seattle      | 69 |         |         |  |  |              |              |  |  |        |        |
|  |                         |                      | 6 Storm de Seattle      | 69 |         |         |  |  |              |              |  |  |        |        |
|  |                         |                      |                         |    |         |         |  |  |              |              |  |  |        |        |
|  |                         |                      |                         |    |         |         |  |  |              |              |  |  |        |        |
|  | 2 Sun du Connecticut    | 3                    |                         |    |         |         |  |  |              |              |  |  |        |        |
|  | 2 Sun du Connecticut    | 3                    |                         |    |         |         |  |  |              |              |  |  |        |        |
|  |                         |                      | 3 Sparks de Los Angeles | 0  |         |         |  |  |              |              |  |  |        |        |
|  |                         |                      | 3 Sparks de Los Angeles | 0  |         |         |  |  |              |              |  |  |        |        |
|  |                         |                      |                         |    |         |         |  |  |              |              |  |  |        |        |
|  |                         |                      |                         |    |         |         |  |  |              |              |  |  |        |        |
|  |                         |                      |                         |    |         |         |  |  |              |              |  |  |        |        |
|  |                         |                      |                         |    |         |         |  |  |              |              |  |  |        |        |
|  |                         |                      |                         |    |         |         |  |  |              |              |  |  |        |        |
|  |                         |                      |                         |    |         |         |  |  |              |              |  |  |        |        |
|  |                         |                      |                         |    |         |         |  |  |              |              |  |  |        |        |
|  |                         |                      |                         |    |         |         |  |  |              |              |  |  |        |        |
|  |                         |                      |                         |    |         |         |  |  |              |              |  |  |        |        |

## Statistiques

### Meilleures joueuses par statistiques
| Catégorie                      | Joueuse                       | Équipe              | Stat.  |
| ------------------------------ | ----------------------------- | ------------------- | ------ |
| Points par match               | Brittney Griner               | Phoenix             | 20,7   |
| Rebonds par match              | Jonquel Jones                 | Connecticut         | 9,7    |
| Passes par match               | Courtney Vandersloot          | Chicago             | 9,1    |
| Interceptions par match        | Jordin Canada                 | Seattle             | 2,3    |
| Contres par match              | Brittney Griner Jonquel Jones | Phoenix Connecticut | 2,0    |
| Ballons perdus par match       | Odyssey Sims                  | Minnesota           | 3,3    |
| Minutes jouées par match       | Napheesa Collier              | Minnesota           | 33,3   |
| Pourcentage de réussite        | Sylvia Fowles                 | Minnesota           | 58,8 % |
| Pourcentage à 3 points         | Alysha Clark                  | Seattle             | 48,1 % |
| Pourcentage aux lancers francs | Elena Delle Donne             | Washington          | 97,4 % |

| Catégorie                      | Joueuse        | Équipe      | Stat.  |
| ------------------------------ | -------------- | ----------- | ------ |
| Points par match               | Liz Cambage    | Las Vegas   | 23,6   |
| Rebonds par match              | Liz Cambage    | Las Vegas   | 11,4   |
| Passes par match               | Kelsey Plum    | Las Vegas   | 7,8    |
| Interceptions par match        | Alyssa Thomas  | Connecticut | 2,4    |
| Contres par match              | A'ja Wilson    | Las Vegas   | 2,0    |
| Ballons perdus par match       | Damiris Dantas | Minnesota   | 5,0    |
| Minutes jouées par match       | Alyssa Thomas  | Connecticut | 37,0   |
| Pourcentage de réussite        | Nneka Ogwumike | Los Angeles | 59,2 % |
| Pourcentage à 3 points         | Emma Meesseman | Washington  | 58,1 % |
| Pourcentage aux lancers francs | Kayla McBride  | Las Vegas   | 95,0 % |

### Statistiques d'équipe
| Catégorie                        | Équipe                | Stat.  |
| -------------------------------- | --------------------- | ------ |
| Points par match                 | Mystics de Washington | 89,3   |
| Rebonds par match                | Aces de Las Vegas     | 38,8   |
| Passes par match                 | Mystics de Washington | 21,9   |
| Interceptions par match          | Storm de Seattle      | 9,5    |
| Contres par match                | Dream d'Atlanta       | 5,4    |
| Pertes de balles par match (min) | Mystics de Washington | 11,8   |
| Pertes de balles par match (max) | Lynx du Minnesota     | 16,2   |
| Pourcentage de réussite          | Mystics de Washington | 46,9 % |
| Pourcentage à 3 points           | Aces de Las Vegas     | 36,7 % |
| Pourcentage aux lancers francs   | Mystics de Washington | 87,5 % |
| Différentiel de points (+)       | Mystics de Washington | +12,0  |
| Différentiel de points (-)       | Dream d'Atlanta       | -7,6   |

| Catégorie                        | Équipe                | Stat.  |
| -------------------------------- | --------------------- | ------ |
| Points par match                 | Sky de Chicago        | 98,5   |
| Rebonds par match                | Aces de Las Vegas     | 40,0   |
| Passes par match                 | Sky de Chicago        | 29,0   |
| Interceptions par match          | Sky de Chicago        | 8,5    |
| Contres par match                | Lynx du Minnesota     | 6,0    |
| Pertes de balles par match (min) | Mystics de Washington | 9,8    |
| Pertes de balles par match (max) | Lynx du Minnesota     | 20,0   |
| Pourcentage de réussite          | Sky de Chicago        | 48,4 % |
| Pourcentage à 3 points           | Aces de Las Vegas     | 44,8 % |
| Pourcentage aux lancers francs   | Mercury de Phoenix    | 88,5 % |
| Différentiel de points (+)       | Sky de Chicago        | +14,0  |
| Différentiel de points (-)       | Mercury de Phoenix    | -29,0  |

## Récompenses

### Trophées annuels
| Récompenses                       | Vainqueur                                 | Deuxième/Troisième                                                       |
| --------------------------------- | ----------------------------------------- | ------------------------------------------------------------------------ |
| WNBA Most Valuable Player         | Elena Delle Donne (Mystics de Washington) | Brittney Griner (Mercury de Phoenix) Jonquel Jones (Sun du Connecticut)  |
| WNBA Defensive Player of the Year | Natasha Howard (Storm de Seattle)         | Nneka Ogwumike (Sparks de Los Angeles) Sylvia Fowles (Lynx du Minnesota) |
| WNBA Rookie of the Year           | Napheesa Collier (Lynx du Minnesota)      | Arike Ogunbowale (Wings de Dallas)                                       |
| WNBA Sixth Woman of the Year      | Dearica Hamby (Aces de Las Vegas)         | Aerial Powers (Mystics de Washington)                                    |
| WNBA Most Improved Player         | Leilani Mitchell (Mercury de Phoenix)     | Odyssey Sims (Lynx du Minnesota) Jordin Canada (Storm de Seattle)        |
| WNBA Coach of the Year            | / James Wade (Sky de Chicago)             | Mike Thibault (Mystics de Washington) Dan Hughes (Storm de Seattle)      |

- MVP des Finales WNBA :  Emma Meesseman (Mystics de Washington)[23]
- MVP All-Star Game :  Erica Wheeler (Indiana Fever)
- WNBA Executive of the Year :  Cheryl Reeve (Lynx du Minnesota)[24]
- Kim Perrot Sportsmanship Award :  Nneka Ogwumike (Sparks de Los Angeles)[25]

| - All-WNBA First Team : - Elena Delle Donne (Mystics de Washington) - Courtney Vandersloot (Sky de Chicago) - Brittney Griner (Mercury de Phoenix) - Chelsea Gray (Sparks de Los Angeles) - Natasha Howard (Storm de Seattle) | - All-WNBA Second Team : - Jonquel Jones (Sun du Connecticut) - Nneka Ogwumike (Sparks de Los Angeles) - Liz Cambage (Aces de Las Vegas) - Diamond DeShields (Sky de Chicago) - Odyssey Sims (Lynx du Minnesota) |

| - WNBA All-Defensive First Team : - Natasha Howard (Storm de Seattle) - Jonquel Jones (Sun du Connecticut) - Nneka Ogwumike (Sparks de Los Angeles) - Jasmine Thomas (Sun du Connecticut) - Jordin Canada (Storm de Seattle) | - WNBA All-Defensive Second Team : - Brittney Griner (Mercury de Phoenix) - Ariel Atkins (Mystics de Washington) - Alysha Clark (Storm de Seattle) - Alyssa Thomas (Sun du Connecticut) - Natasha Cloud (Mystics de Washington) |

| - WNBA All-Rookie Team : - Napheesa Collier (Lynx du Minnesota) - Teaira McCowan (Fever de l'Indiana) - Jackie Young (Aces de Las Vegas) - Arike Ogunbowale (Wings de Dallas) - Brianna Turner (Mercury de Phoenix) |

### Joueuses de la semaine
| Semaine     | Conférence Est                                  | Conférence Ouest                             |
| ----------- | ----------------------------------------------- | -------------------------------------------- |
| 3 juin      | Jonquel Jones (Sun du Connecticut) (1/4)        | Natasha Howard (Storm de Seattle) (1/3)      |
| 10 juin     | Jonquel Jones (Sun du Connecticut) (2/4)        | DeWanna Bonner (Mercury de Phoenix) (1/1)    |
| 17 juin     | Jonquel Jones (Sun du Connecticut) (3/4)        | Natasha Howard (Storm de Seattle) (2/3)      |
| 24 juin     | Elena Delle Donne (Mystics de Washington) (1/7) | A'ja Wilson (Aces de Las Vegas) (1/2)        |
| 1er juillet | Elena Delle Donne (Mystics de Washington) (2/7) | A'ja Wilson (Aces de Las Vegas) (2/2)        |
| 8 juillet   | Tina Charles (Liberty de New York) (1/1)        | Brittney Griner (Mercury de Phoenix) (1/2)   |
| 15 juillet  | Jonquel Jones (Sun du Connecticut) (4/4)        | Nneka Ogwumike (Sparks de Los Angeles) (1/2) |
| 22 juillet  | Elena Delle Donne (Mystics de Washington) (3/7) | Natasha Howard (Storm de Seattle) (3/3)      |
| 5 août      | Elena Delle Donne (Mystics de Washington) (4/7) | Candace Parker (Sparks de Los Angeles) (1/2) |
| 12 août     | Elena Delle Donne (Mystics de Washington) (5/7) | Nneka Ogwumike (Sparks de Los Angeles) (2/2) |
| 19 août     | Elena Delle Donne (Mystics de Washington) (6/7) | Arike Ogunbowale (Wings de Dallas) (1/1)     |
| 26 août     | Courtney Vandersloot (Sky de Chicago) (1/1)     | Napheesa Collier (Lynx du Minnesota) (1/1)   |
| 3 septembre | Courtney Williams (Sun du Connecticut) (1/1)    | Brittney Griner (Mercury de Phoenix) (2/2)   |
| 9 septembre | Elena Delle Donne (Mystics de Washington) (7/7) | Candace Parker (Sparks de Los Angeles) (2/2) |

### Joueuses du mois
| Mois    | Conférence Est                                  | Conférence Ouest                             |
| ------- | ----------------------------------------------- | -------------------------------------------- |
| juin    | Elena Delle Donne (Mystics de Washington) (1/3) | Natasha Howard (Storm de Seattle) (1/1)      |
| juillet | Elena Delle Donne (Mystics de Washington) (2/3) | Nneka Ogwumike (Sparks de Los Angeles) (1/1) |
| août    | Elena Delle Donne (Mystics de Washington) (3/3) | Brittney Griner (Mercury de Phoenix) (1/1)   |

### Rookies du mois
| Mois    | Joueuse                                    |
| ------- | ------------------------------------------ |
| juin    | Arike Ogunbowale (Wings de Dallas) (1/2)   |
| juillet | Napheesa Collier (Lynx du Minnesota) (1/1) |
| août    | Arike Ogunbowale (Wings de Dallas) (2/2)   |

### Entraîneurs du mois
| Mois    | Coach                                       |
| ------- | ------------------------------------------- |
| juin    | Mike Thibault (Mystics de Washington) (1/2) |
| juillet | Bill Laimbeer (Aces de Las Vegas) (1/1)     |
| août    | Mike Thibault (Mystics de Washington) (2/2) |

## Couverture médiatique
La couverture télévisée passe de 13 rencontres de saison régulière programmées sur ESPN en 2018 à 16 en 2019 : 3 sur ABC, 2on ESPN et 11 on ESPN2. Toutes les rencontres de playoffs (avec un maximum théorique de 19) seront diffusées. Le WNBA All-Star Game 2019 est programmé le 27 juillet à Las Vegas et sera diffusé sur ABC.

## Pour approfondir